# 任泊生
任泊生（1909年—1990年），原名任康林，男，广东东莞人，越南歸侨，中华人民共和国政治人物、书法家，曾任中国书法家协会理事。

## 家庭
第一任妻子为陈波儿。